# Nkaka
Nkaka est un village de la commune de Massock-Songloulou; située dans le département de la Sanaga-Maritime et la région du Littoral au Cameroun. Il est situé sur la route qui lie Nkom à Nguibassal, à 7 km de Nkom.

## Population
En 1967, Nkaka comptait 17 habitants, principalement Bassa.
Lors du recensement de 2005, 31 personnes y ont été dénombrées.